# Số trung vị
Trong lý thuyết xác suất và thống kê, số trung vị (tiếng Anh: median) là một số tách giữa nửa lớn hơn và nửa bé hơn của một mẫu, một quần thể, hay một phân bố xác suất. Nó là giá trị giữa trong một phân bố, mà 
số các số nằm trên hay dưới con số đó là bằng nhau. Điều đó có nghĩa rằng 1/2 quần thể sẽ có các giá trị nhỏ hơn hay bằng số trung vị, và một nửa quần thể sẽ có giá trị bằng hoặc lớn hơn số trung vị.
Để tìm số trung vị của một danh sách hữu hạn các số, ta xếp tăng dần tất cả các quan sát, rồi lấy giá trị nằm giữa danh sách. Nếu số quan sát là số chẵn, người ta thường lấy trung bình của hai giá trị nằm giữa.

## Cách giải thích dễ hiểu
Giả sử có 19 người nghèo và 1 tỉ phú trong một căn phòng. Mọi người đều bỏ tất cả tiền trong túi mình ra và đặt lên một cái bàn. Mỗi người nghèo đặt 5 đồng lên bàn; người tỉ phú đặt 1 tỷ đồng (109 đồng) lên đó. Khi đó, tổng số là 1.000.000.095 đồng. Nếu đem chia đều số tiền đó cho 20 người, mỗi người được 50.000.004 đồng và 75 xu. Số tiền đó là trung bình của số tiền mà mỗi người đã đem vào phòng. Nhưng số trung vị lại là 5 đồng, vì ta có thể chia thành 2 nhóm mỗi nhóm 10 người, và nói rằng mọi người trong nhóm thứ nhất mang không nhiều hơn 5 đồng và mọi người trong nhóm thứ hai mang không dưới 5 đồng. Theo nghĩa đó, số trung vị là số tiền mà một người điển hình mang tới. Ngược lại, giá trị trung bình không điển hình chút nào, do không có ai - người nghèo hoặc tỉ phú - mang đến một số tiền xấp xỉ 50.000.004,75 đồng.

## Không duy nhất: có thể có nhiều hơn một số trung vị
Có thể có nhiều hơn một số trung vị: ví dụ nếu số các trường hợp là một số chẵn thì không có một số trung vị duy nhất. Lưu ý rằng một nửa số các số trong danh sách có giá trị nhỏ hơn hoặc bằng một trong hai giá trị giữa, và một nửa lớn hơn hay bằng một trong hai giá trị đó, đối với bất cứ số nào nằm giữa hai giá trị đó cũng vậy. Do vậy, trong trường hợp đó, cả hai số nằm giữa và mọi giá trị nằm giữa chúng đều là số trung vị.

## Đo đạc sự phân tán thống kê
Khi trung vị được dùng với vai trò tham số vị trí trong thống kê mô tả, có một vài lựa chọn một độ đo độ biến đổi: khoảng biến thiên giao độ (range), khoảng tứ phân vị (interquartile range), và độ lệch tuyệt đối (absolute deviation). Do trung vị chính là tứ phân vị thứ hai, việc tính toán nó được minh họa trong bài về các tứ phân vị.

## Trung vị của các phân bố xác suất

Phân biệt các giá trị yếu vị, trung vị, và bình quân trong một phân bố xác suất.

Cho một phân bố xác suất bất kỳ trên tập số thực với hàm phân bố tích lũy F, bất kể nó thuộc loại phân bố xác suất liên tục nào, một phân bố liên tục tuyệt đối (và do đó có một hàm mật độ xác suất) hay một phân bố xác suất rời rạc. Giá trị trung vị m của nó thỏa mãn đẳng thức
{\displaystyle P(X\leq m)=P(X\geq m)=\int _{-\infty }^{m}dF(x)}
trong đó sử dụng tích phân Riemann-Stieltjes. Với một phân bố liên tục tuyệt đối với hàm mật độ xác suất f, ta có
{\displaystyle P(X\leq m)=P(X\geq m)=\int _{-\infty }^{m}f(x)\,dx=0.5.}

### Số trung vị của các phân bố cụ thể
- Số trung vị của một phân bố chuẩn với giá trị trung bình μ và độ biến thiên σ2 là μ. Thực ra, với phân bố chuẩn, giá trị trung bình = median = mode.
- Số trung vị của một phân bố đều trong khoảng [a, b] là (a + b) / 2, đó cũng là giá trị trung bình.
- Số trung vị của một phân bố Cauchy với tham số vị trí x0 và tham số tỉ lệ (scale parameter) y là x0, tham số vị trí.
- Số trung vị của một phân phối mũ với tham số λ là tham số tỉ lệ (scale parameter) nhân với lôga tự nhiên của 2, λln 2.
- Số trung vị của một phân bố Weibull với tham số hình dạng (shape parameter) k và tham số tỉ lệ λ là λ(log 2)1/k.

## Số trung vị trong thống kê mô tả
Số trung vị thường dùng chủ yếu cho các phân bố lệch, do nó biểu thị chính xác hơn trung bình cộng. Xét tập { 1, 2, 2, 2, 3, 9 }. Trong trường hợp đó, số trung vị bằng 2 và bằng mode, và nó có thể được coi là chỉ định tốt hơn về xu hướng trung tâm (central tendency) hơn là trung bình số học có giá trị 3,166….
Tính toán số trung vị là một kỹ thuật phổ biến trong thống kê tổng kết (summary statistics) và dữ liệu thống kê tổng kết (summarizing statistical data), do nó dễ hiểu và dễ tính, trong khi vẫn cho ra một độ đo tốt hơn giá trị kỳ vọng trong trường hợp có mặt các giá trị ngoại lệ (outlier).

## Các tính chất lý thuyết

### Tính chất tối ưu hóa
Số trung vị còn là điểm trung tâm, nơi cực tiểu hóa trung bình của các độ lệch tuyệt đối; trong ví dụ trên, nó sẽ là (1 + 0 + 0 + 0 + 1 + 7) / 6 = 0.5 bằng cách sử dụng trung vị, trong khi nếu sử dụng giá trị trung binh, kết quả sẽ là 1.5. Trong ngôn ngữ của lý thuyết xác suất, giá trị của c mà làm cực tiểu
{\displaystyle E(\left|X-c\right|)\,}
là số trung vị của phân bố xác suất của biến ngẫu nhiên X.

### Bất đẳng thức liên quan tới giá trị trung bình và số trung vị
Đối với các phân bố xác suất liên tục, hiệu giữa số trung vị và giá trị trung bình nhỏ hơn hay bằng độ lệnh chuẩn. Xem bất đẳng thức giữa các tham số vị trí và tỉ lệ (an inequality on location and scale parameters).

## Tính toán hiệu quả
Tuy việc sắp xếp n phần tử thường cần O(n log n) thao tác, bằng cách sử dụng một thuật toán "chia để trị", số trung vị của n phần tử có thể được tính với chỉ O(n) thao tác (thực ra, ta luôn có thể tìm thấy phần tử thứ k của một danh sách các giá trị với phương pháp này; nó có tên thuật toán lựa chọn (selection algorithm)).